# Montriond
Montriond, é uma comuna francesa do departamento da Alta-Saboia, na região francesa da região de Auvérnia-Ródano-Alpes.
Situada no Vale de Aulps onde se encontra a Abadia de Aulps, Montriond tira o seu nome de monte redondo pois é essa o aspecto do monte próximo segundo determinado ângulo.

## História
O seu nome é citado pela primeira vez em 1181 num grande privilégio enviado pelo Papa Alexandre III à  Abadia de Aulps, na forma de um grangiam de Caravalle.
Em 1253, os padres da então poderosa abadia cestirsense de  Sainte-Marie-d'Aulps, o nome completo da abadia de Aulps, compram todos os direitos de justiça que pesavam contra as famílias de Montriond aos senhores da Casa de Faucigny, pelo que a localidade foi na realidade integrada à senhoria eclesiástica para formar a aldeia de Morzine, uma metrália (circunscrição judiciária e fiscal) da abadia.
Só depois da criação da paróquia em 1717 é que Montriond forma uma comuna independente da de Morzine, mas até à partida dos monges em 1792, o destino da aldeia está estreitamente ligado ao da abadia,

## Desporto
Esta é uma das 12 estações que fazem parte do domínio esquiável das Portes du Soleil.